# 佐倉市立上志津小学校
佐倉市立上志津小学校（さくらしりつ かみしづしょうがっこう）は、千葉県佐倉市上志津にある公立小学校。

## 沿革
- 1961年 - 開校

## 校長
- 軽込志重校長

## 交通
- 京成本線志津駅より徒歩5分